# Месолури
Месолури или Месолово (на гръцки: Μεσολούρι) е село в Република Гърция, дем Гревена, административна област Западна Македония.

## География
Месолури е разположено на 1020 m надморска височина, в местността Купацохория на 28 километра северозападно от град Гревена, в източните части на планината Пинд, от дясната (югозападна) страна на най-горното течение на река Венетикос.

## История

### В Османската империя
Най-старата селска църква е еднокорабната „Св. св. Петър и Павел“, строена в османско време. В 1778 година е издигната централната селска църква „Свети Димитър“, което показва увеличаване на населението на селото. До църквата е запазена и каменна чешма от същия период.
Извън селото е запазена гробищната църква Свети Николай, която очевидно е построена едновременно със „Свети Димитър“, когато населението на селото се увеличава. И в трите църкви са запазени произведеня на зографите Зисис Довас и Адам Христу Краяс.
На няколко километра север-северозападно от селото е църквата „Свети Илия“ и Петра - развалини от крепост, съществувала от Късния класически период (II половина на IV пр. Хр.) до Късния римски период (IV век). На два километра югоизточно от селото е църквата „Успение Богородично“, построена в 1927 година, а в близост до нея местността Палиоспита, в която има останки от селище, вероятно по-ранна жилищна фаза на Месолури, преди то да се премести на сегашното си местоположение. В близост до тях в гора и на 1050 mи има две малки субалпийски и алпийски езера с площ от 150 m2 и 50 m2. На юг в на местността Мили (Воденици) се виждат останки от воденици, действали до 1950 година.
В края на XIX век Месолури е гръцко християнско село в северозападната част на Гревенската каза на Османската империя. Според статистиката на Васил Кънчов („Македония. Етнография и статистика“) през 1900 година в Месолуръ (Месолово) живеят 267 гърци.
На Етнографската карта на Битолския вилает на Картографския институт в София от 1901 година Мисолури е чисто гръцко село в Гревенската каза на Серфидженския санджак с 34 къщи.
Според статистика на Серфидженския санджак на гръцкото консулство в Еласона от 1904 година в Месолури (Μεσολούρι), Гревенска каза, живеят 175 гърци елинофони християни.

### В Гърция
През Балканската война в 1912 година в селото влизат гръцки части и след Междусъюзническата в 1913 година Месолури влиза в състава на Кралство Гърция. 
Селото пострадва силно от Гражданската война (1946-1949) и се разпада.
В началото на XXI век в Месолури се развива селски и планински туризъм.
| Име  | Име     | Ново име | Ново име  | Описание            |
| ---- | ------- | -------- | --------- | ------------------- |
| Якуп | Γιακούπ | Якупис   | Γιακούπης | връх СИ от Месолури |

| Година    | 1913 | 1920 | 1928 | 1940 | 1951 | 1961 | 1971 | 1981 | 1991 | 2001 | 2011 | 2021 |
| --------- | ---- | ---- | ---- | ---- | ---- | ---- | ---- | ---- | ---- | ---- | ---- | ---- |
| Население | 304  | 146  | 290  | 370  | 8    | 14   | 0    | 30   | 135  | 139  | 103  | 24   |

## Личности
Родени в Месолури
- Константинос Гутас (Капетан Гута), гръцки андартски капитан
- Стерьос Гутас, гръцки андартски капитан